# Блокада Германии (1914—1919)
Блокада Германии, или блокада Европы, продолжалась с 1914 по 1919 год. Морская блокада проводилась странами Антанты и её союзниками во время и после Первой мировой войны, с целью ограничить морские поставки товаров в Центральные державы, включавшие Германию, Австро-Венгрию и Османскую империю. Блокада считается одним из ключевых факторов поражения Германии и её союзников в войне. В декабре 1918 года Германское управление общественного здравоохранения заявило, что 763 000 немецких гражданских лиц умерли от голода и болезней, вызванных блокадой. Академическое исследование, проведенное в 1928 году, установило, что число погибших составило 424 000 человек, более поздние исследования приводят схожие или меньшие цифры, отмечая при этом сложности со степенью атрибуции смертей от испанского гриппа.
Первоначально в качестве канала для поставок Германия могла использовать нейтральные страны, но в конечном итоге действия Британии и вмешательство США привели к полной экономической изоляции Германии.

## Блокада
Соединенное Королевство, обладавшее подавляющей морской мощью, установило морскую блокаду Германии сразу же после начала войны в августе 1914 года.

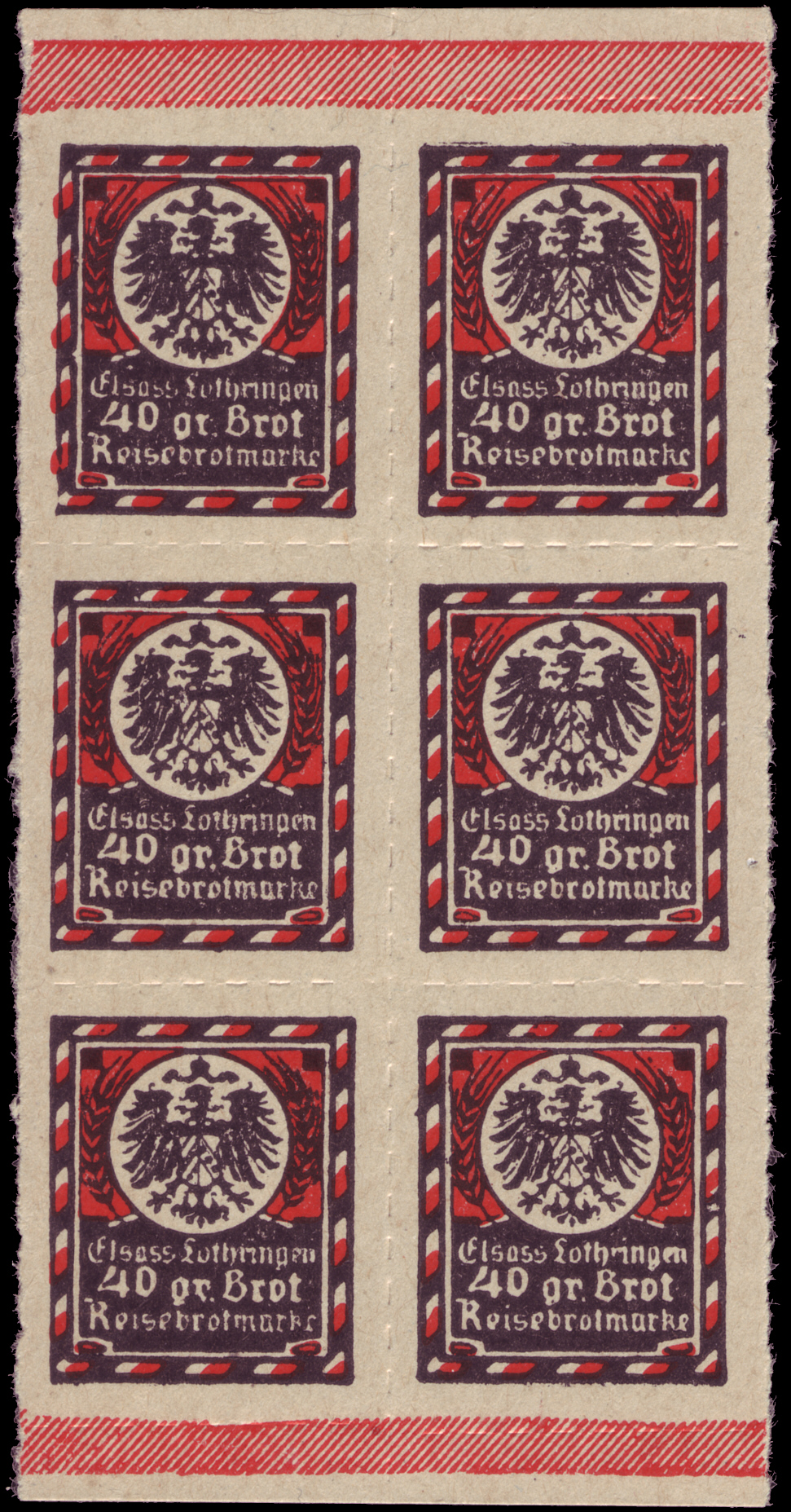
Талоны на хлеб, выданные в Эльзас-Лотарингии во время Первой мировой войны.

В конце концов стало ясно, что британские меры фактически препятствовали морской торговле, включая торговлю продуктами питания, с Центральными державами. Несмотря на протесты, большинство нейтральных торговых судов согласились швартоваться в британских портах для досмотра, а затем сопровождения, за исключением «незаконных» грузов, предназначенных для Германии, через британские минные поля к месту назначения.

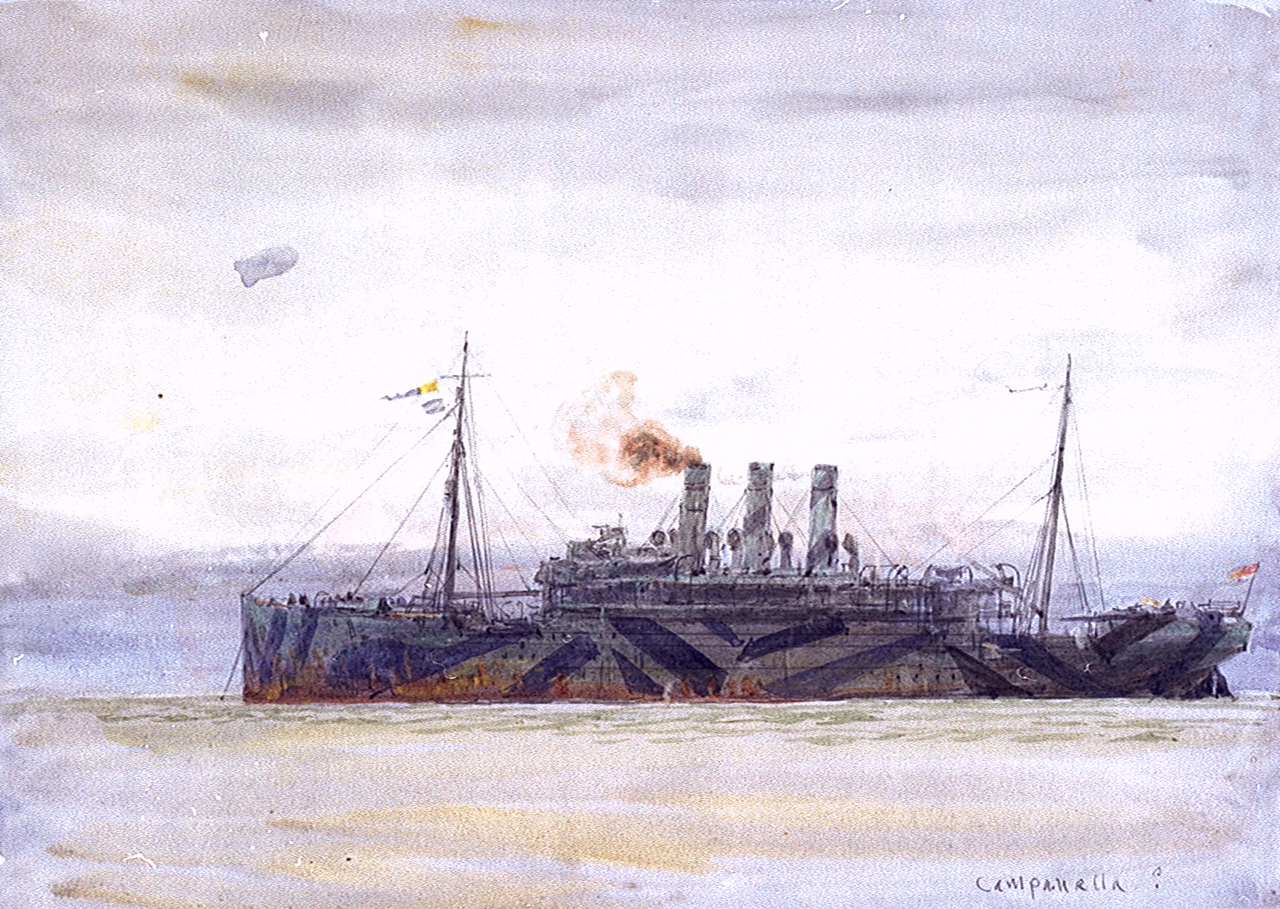
HMS Columbella, один из вооруженных торговых крейсеров Северного патруля

Дуврский патруль перекрыл пролив Ла-Манш, а Северный патруль перекрыл Северное море на протяжении 249 км между Шетландскими островами и Норвегией, поддерживаемый огромным Гранд-Флитом, базирующимся в Скапа-Флоу на Оркнейских островах. Британская флотилия подводных лодок действовала в Балтийском море, чтобы воспрепятствовать поставкам шведской железной руды в Германию. В меморандуме от 1 января 1917 года говорилось, что очень мало поставок поступает в Германию или ее союзников через Северное море или другие регионы, такие как адриатические порты Австро-Венгрии, которые подвергались французской блокаде с 1914 года.

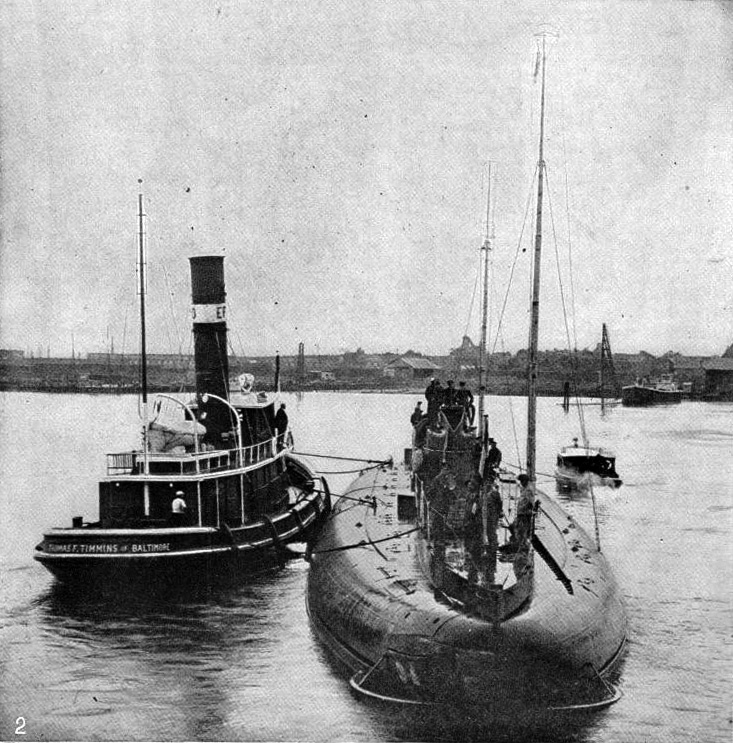
Немецкая подводная лодка «Дойчланд», прорывающая блокаду, в порту Балтимор в июле 1916 года

Немецкое правительство расценило блокаду как попытку уморить страну голодом и принудить ее к капитуляции. В военном отношении немцы попытались ответить тем же, в частности, посредством подводной кампании. Германский флот открытого моря также неоднократно выходил в море в период с 1914 по 1916 год, чтобы ослабить британский Гранд-Флит и восстановить доступ к жизненно важным импортным товарам. Морские конфликты достигли кульминации в Ютландском сражении в 1916 году, в результате которого блокада так и не была прорвана.
Некоторые немецкие торговые суда служили в качестве кораблей, прорывающих блокаду, которым удавалось ускользать от Северного патруля в периоды плохой видимости. Нейтральные судоходные компании поддавались соблазну высоких цен на стратегические материалы, такие как резина, хлопок или металлы, которые можно было спрятать от досмотра или представить как личный багаж. Некоторые нейтральные суда вступили в сговор с немцами, позволив арестовать себя в датских водах. Однако отчаяние Германии иллюстрируется строительством двух подводных лодок, предназначенных для преодоления блокады: «Дойчланд» и «Bremen».

## Влияние на войну

### Стратегические материалы

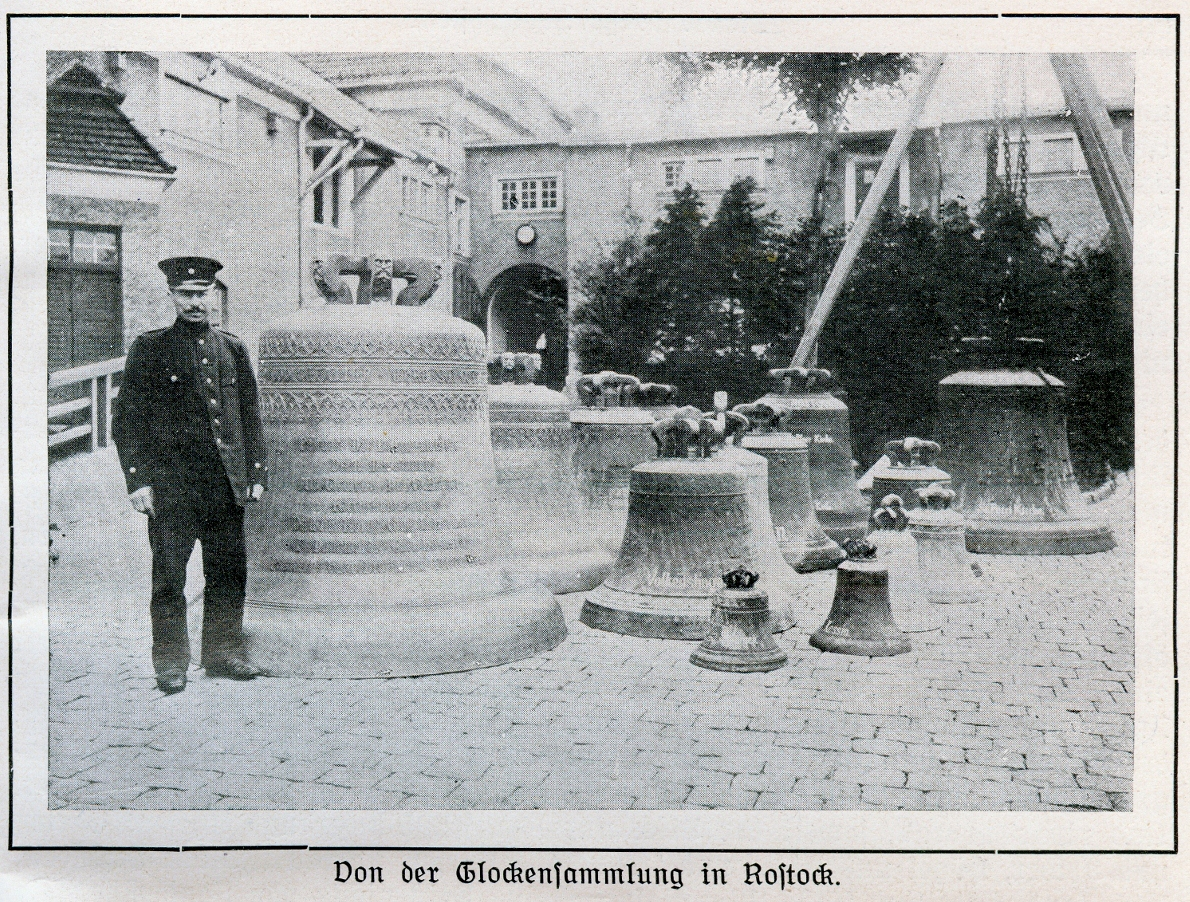
Церковные колокола, предназначенные на переплавку, 1917 год

До войны более 50 % немецкого импорта составляли сырье и полуфабрикаты для промышленности; в основном это были текстильные волокна и пряжа, шкуры животных, цветные металлы и руды, древесина, железная руда, уголь, нефть и нефтепродукты, селитра и каучук. Хотя к началу войны запасы стратегических материалов составляли всего лишь от трех до шести месяцев довоенного потребления, Германии удалось смягчить последствия блокады несколькими способами. С оккупированных территорий Франции и Бельгии вывозились металлолом и сырье, такое как уголь и железная руда. На территории Германии были вновь открыты старые шахты и извлечен материал из отвалов. Перерабатывался металлолом с поля боя и от гражданского населения; например, указ от марта 1917 года предписывал переплавлять церковные колокола для нужд войны, что привело к потере 44 % колоколов Германии (на илл.). Другие недостатки были компенсированы за счет замещения, чему способствовала хорошо развитая химическая промышленность Германии и научно-исследовательские подразделения университетов; примером является извлечение селитры из аммиака по процессу Габера-Боша. Поставки также могли осуществляться из стран-членов Альянса Центральных держав, например, бокситы из Австро-Венгрии и нефть из австрийской Галиции. Нефть также импортировалась по суше из Румынии, пока она не присоединилась к Антанте в середине 1916 года.

Грузовик фирмы Daimler с железными шинами

Однако не все недостатки удалось устранить. Нехватка резины привела к тому, что грузовики пришлось оснастить железными шинами (на илл.), что ограничило их скорость до 19 км/час. Текстильные и кожевенные изделия уходили на нужды армии, поэтому гражданское население не могло получить новую одежду и обувь. Программы по производству вооружений иногда задерживались или отменялись из-за нехватки металлов; одним из примеров является производство немецкого тяжелого танка A7V, первая серийная модель которого была завершена в октябре 1917 года, но к моменту перемирия в боевые части поступило только двадцать танков.

### Продукты питания
Первые англоязычные отчеты о последствиях продовольственной блокады были написаны гуманитариями, дипломатами и медицинскими работниками, которые сочувствовали страданиям немецкого народа. Официальная немецкая версия, основанная на данных о заболеваемости, росте детей и смертности, резко критиковала союзников, называя блокаду преступлением против невинных людей. Первый отчет о последствиях блокады был написан профессором А. К. Беллом и бригадным генералом сэром Джеймсом Э. Эдмондсом. Они выдвинули гипотезу, что блокада привела к революционным движениям, но пришли к выводу, что на основании имеющихся доказательств «более чем сомнительно, является ли это правильным объяснением». Немцы хотели прекратить войну из-за нехватки продовольствия, но реальной причиной революции 1918 года стало долгосрочное влияние социалистических теорий. Например, революционеры утверждали в своих лозунгах, что они являются Arbeitssklaven (рабами) монархии.
Более поздние исследования также расходятся во мнениях относительно воздействия блокады на население во время революции и перемирия. Некоторые считают, что блокада привела Германию и Центральные державы к поражению в 1918 году. Другие полагают, что перемирие 11 ноября было вызвано в первую очередь событиями на Западном фронте, а не действиями гражданского населения. Идея о том, что восстание на внутреннем фронте привело к перемирию, была частью мифа об ударе в спину. Кроме того, крупнейший союзник Германии, Австро-Венгрия, уже подписала перемирие 3 ноября 1918 года, что подвергало Германию опасности вторжения с юга. 29 сентября 1918 года генерал Эрих Людендорф сообщил кайзеру, что военный фронт скоро рухнет.

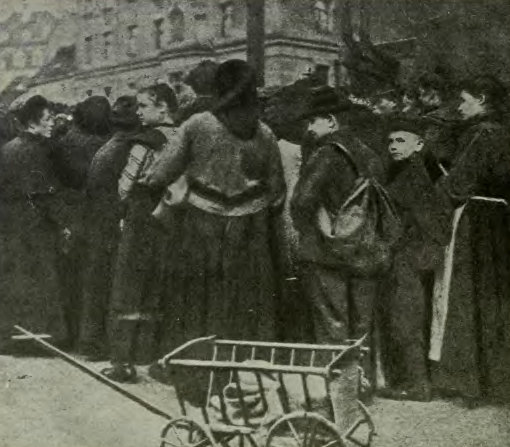
Очередь за хлебом в Берлине, 1918 год

Все ученые сходятся во мнении, что блокада внесла большой вклад в исход войны. К 1915 году импорт Германии сократился на 55 % по сравнению с довоенным уровнем, а экспорт составил 53 % от уровня 1914 года. Помимо того, что блокада привела к нехватке жизненно важного сырья, такого как нефть и цветные металлы, она также лишила Германию поставок удобрений, которые были жизненно необходимы для сельского хозяйства, что усугублялось перенаправлением имеющихся запасов на производство боеприпасов. Это привело к тому, что к концу 1916 года основные продукты питания, такие как зерно, картофель, мясо и молочные продукты, стали настолько дефицитными, что многим людям пришлось вместо этого потреблять суррогатные продукты, включая Kriegsbrot («военный хлеб») и сухое молоко. Нехватка продовольствия стала причиной грабежей и беспорядков не только в Германии, но также в Вене и Будапеште (на илл.). Кризис продовольствия был настолько острым, что к осени 1918 года Австро-Венгрия захватила на Дунае, баржи с румынской пшеницей, направлявшейся в Германию. Кроме того, зимой 1916—1917 годов случился неурожай картофеля, в результате чего городскому населению пришлось питаться в основном брюквой. Этот период стал известен как «брюквенная зима».

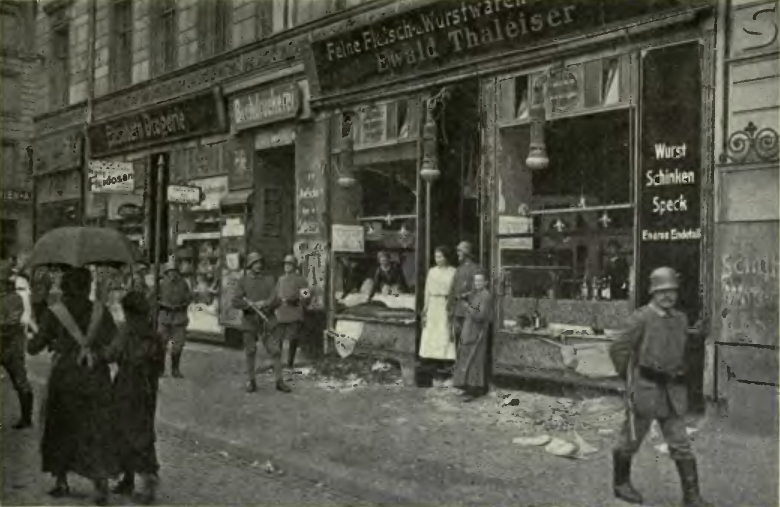
Продовольственные беспорядки в Берлине, 1918 год; разграбленный магазин на Инвалиденштрассе

Правительство Германии предприняло некоторые попытки противодействовать последствиям блокады, однако их эффективность оказалась сомнительной. В 1914 году установленный законом контроль цен на основные продукты питания побудил фермеров перейти на нерегулируемую продукцию, что еще больше усугубило дефицит. В начале 1915 года нехватка картофеля была связана с использованием последнего в качестве корма для свиней, что спровоцировало Schweinemord или «свиную резню», которая привела к переизбытку свинины — основного источника белка для немецкого рабочего класса. За этим последовал дефицит свинины, так как очень много свиней было забито за короткое время. Сложная система нормирования, первоначально введенная в январе 1915 года, была направлена на обеспечение минимального питания, при этом «военные кухни» обеспечивали дешевой едой гражданское население крупных городов. Однако порой рацион составлял всего 1000 калорий в день, и приходилось покупать добавки на чёрном рынке, которые бедные с трудом могли себе позволить.
Таким образом, политика правительства приводила лишь к обострению нехватки продовольствия. Особенно возмущало неравномерность распределения. Ожидалось, что гражданские лица компенсируют блокаду, работая усерднее, чем когда-либо. Например, 31 августа 1916 года была запущена экономическая программа Гинденбурга, направленная на повышение производительности труда путем обязательного трудоустройства всех мужчин в возрасте от 17 до 60 лет, но она имела лишь частичный успех. Немецкие власти выделили городскому населению (составляющему 67 % населения) лишь треть урожая зерна. Настоящим приоритетом была армия: 10 % населения, служившего в вооруженных силах, получали 30 % зерна и 60 % мяса, в дополнение к продовольствию, награбленному на оккупированных территориях. Даже когда накануне перемирия надвигался продовольственный кризис, армия создала резерв в размере 1,5 млн тонн зерна (что эквивалентно 7 месяцам довоенного импорта), а также других продуктов питания на случай возможного последнего сражения.

## После перемирия

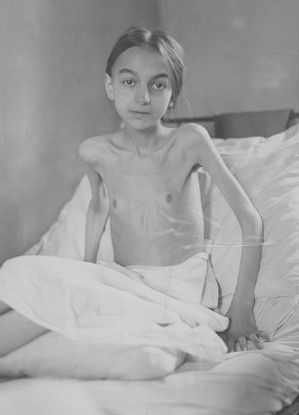
Фото истощенного немецкого ребенка, больного туберкулезом. 1918—1920 годы

Война закончилась перемирием 11 ноября 1918 года:
Ситуация в Германии больше всего беспокоила американцев, поскольку министр продовольствия США Герберт Гувер желал немедленного прекращения блокады, чтобы США могли продать излишки продовольствия. Французы были настроены наиболее враждебно, опасаясь нового вторжения. Великобритания находилась где-то посередине, и Уинстон Черчилль был одним из тех, кто обратил на это внимание. В марте 1919 года он подчеркнул необходимость скорейшего урегулирования в британской Палате общин: «Мы держим все наши средства принуждения в полном рабочем состоянии или в немедленной готовности к использованию. Мы энергично осуществляем блокаду. У нас есть сильные армии, готовые к наступлению в кратчайшие сроки. Германия очень близка к голоду. Свидетельства, которые я получил от офицеров, отправленных военным министерством по всей Германии, показывают, во-первых, огромные лишения, которые терпит немецкий народ, и, во-вторых, большую опасность краха всей структуры немецкой социальной и национальной жизни под давлением голода и недоедания. Поэтому сейчас самое время урегулировать ситуацию».
Переговоры затянулись, и за первые четыре месяца существенного прогресса достигнуто не было. Хотя в перемирии упоминалось о поставках продовольствия, Антанта тянула с решением таких вопросов, как права на рыболовство и то, как Германия должна была платить за продовольствие. Что касается немцев, то в ходе переговоров с января по март 1919 года они отказались согласиться на требование союзников временно передать свои торговые суда под их контроль. Глава немецкой делегации по перемирию Маттиас Эрцбергер хотел получить гарантии того, что импорт продовольствия может быть профинансирован за счет иностранных кредитов, предоставленных немецким предприятиям. Руководители промышленности и правительства опасались, что союзники могут конфисковать флот в качестве репараций, чтобы получить конкурентное преимущество. Первоначально немецкие власти считали перемирие лишь временным прекращением войны (чтобы перегруппировать силы) и опасались, что когда боевые действия возобновятся, корабли будут полностью конфискованы. В январе немецкие официальные лица уведомили американского представителя в Берлине, что нехватка продовольствия не станет критической до конца весны, а некоторые лидеры призвали отложить поставки, чтобы избежать усиления немецких левых сил. В конечном итоге, в марте продовольствие начало прибывать на американских кораблях, и, столкнувшись с угрозой голодных бунтов, 14 марта 1919 года Германия наконец согласилась сдать свой флот. Союзники разрешили Германии под их контролем импортировать 300 000 тонн зерна и 70 000 тонн вяленой свинины в месяц до августа 1919 года, что сделало их крупнейшим получателем импорта продовольствия. Оставшиеся ограничения были окончательно сняты 12 июля 1919 года после подписания Германией Версальского договора.

## Число погибших
По оценкам официальной немецкой статистики, от недоедания и болезней погибло 763 000 мирных жителей. Статистика взята из отчета Немецкого национального управления здравоохранения, опубликованного в декабре 1918 года, в котором подсчитано, что блокада стала причиной смерти 762 796 мирных жителей, и в отчете утверждается, что эта цифра не включает смертей, вызванных эпидемией испанского гриппа в 1918 году, поскольку цифры за последние шесть месяцев 1918 года были оценены по первым шести месяцам.
В 1928 году немецкое академическое исследование, спонсируемое Фондом Карнеги за международный мир, предоставило подробный анализ избыточной смертности гражданского населения во время войны. В исследовании подсчитано, что в Германии, не включая Эльзас-Лотарингию, в результате военных действий погибло 424 000 гражданских лиц в возрасте старше одного года. Авторы связывают смертность среди гражданского населения по сравнению с довоенным уровнем в первую очередь с нехваткой продовольствия и топлива в 1917—1918 годах. Исследование также подсчитало, что в 1918 году от испанского гриппа погибло еще 209 000 человек. Исследование, спонсируемое Фондом Карнеги, оценило число погибших среди гражданского населения Германии в более чем 600 000 человек. На основании немецкого исследования 1928 года в нем утверждалось: «Тщательное расследование привело к выводу, что число смертей „гражданского“ населения, связанных с войной, составило 424 000, к этому числу следует добавить около 200 000 смертей, вызванных эпидемией гриппа».
Историк и демограф Джей Винтер подсчитал, что количество дополнительных смертей из-за блокады составило 300 000.

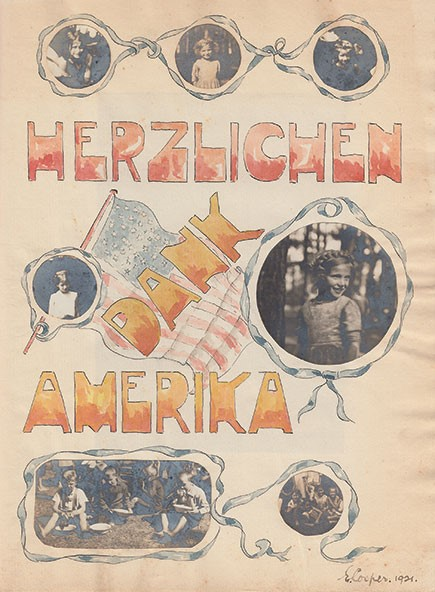
«Большое спасибо, Америка». Альбом, переданный американской квакерской программе помощи немецким детям, 1921 год

Данные, основанные на измерениях роста и веса почти 600 000 немецких школьников в период с 1914 по 1924 год свидетельствуют о том, что дети страдали от острого недоедания. Классовая принадлежность была важнейшим фактором, поскольку дети рабочего класса пострадали больше всего. Возвращение к нормальной жизни стало возможным благодаря масштабной продовольственной помощи, организованной Соединенными Штатами и другими бывшими врагами.

## Исторические последствия
Нацистский режим считал дефицит продовольственного снабжения во время Первой мировой войны одной из главных причин «надлома духа» и воображаемого «удара ножом в спину» в 1918 г. 11 августа 1939 г. Гитлер заявил верховному комиссару Лиги Наций Карлу Якобу Буркхардту: «Мне нужна Украина, чтобы никто не смог снова уморить нас голодом, как в прошлый раз».